# نات غولد
نات غولد (بالإنجليزية: Nat Gould)‏ (21 ديسمبر 1857 في المملكة المتحدة - 25 يوليو 1919، ستينز في المملكة المتحدة)؛ صحفي وروائي أسترالي.